# Histoire de la syphilis

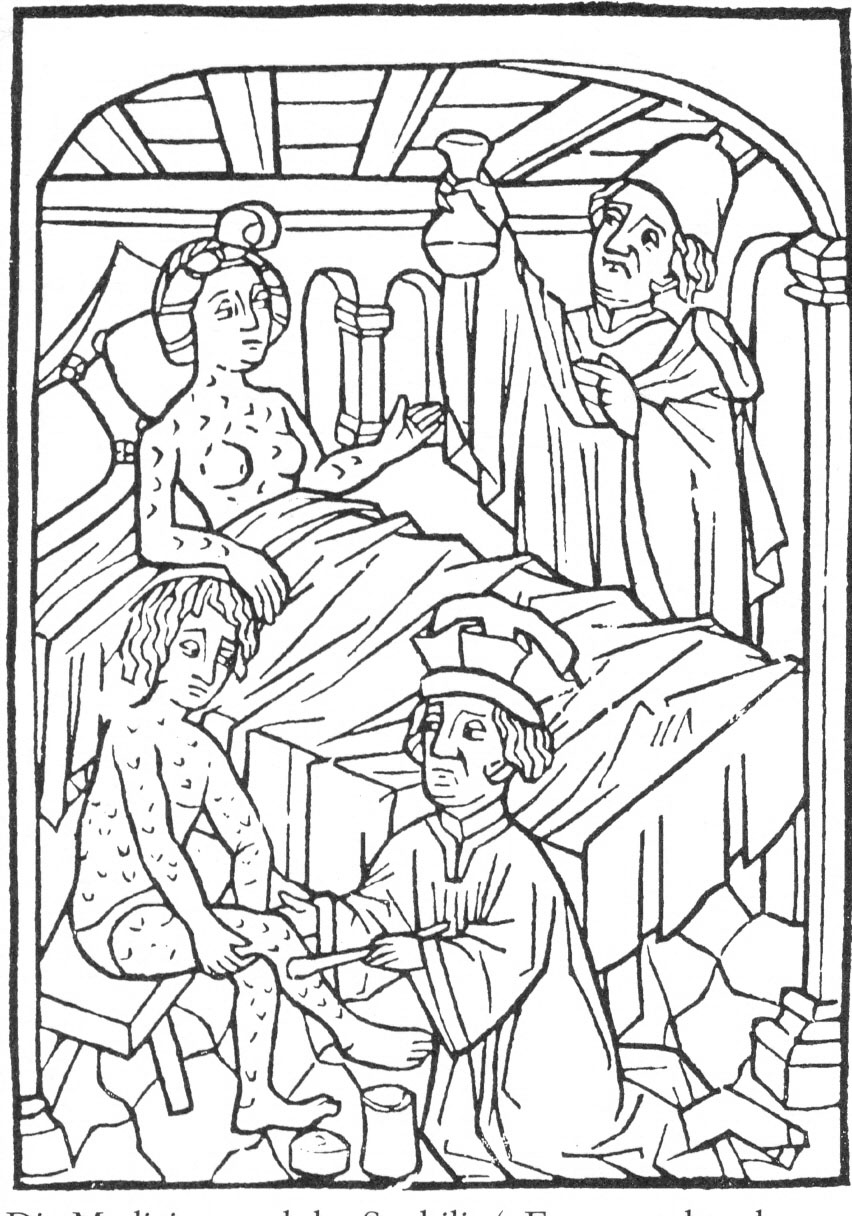
La plus ancienne illustration médicale connue de personnes atteintes de syphilis, examinées par deux soignants (gravure sur bois de Bartholomäus Steber, Vienne, 1498).

Le premier foyer de syphilis documenté en Europe remonte à 1494/1495 à Naples, en Italie, lors d'une invasion française,. Parce qu'elle avait été propagée par des troupes françaises, la maladie fut appelée le « mal français » en Italie (et le « mal napolitain » en France). Ce n'est qu'en 1530 que le terme « syphilis » a été employé pour la première fois par le médecin et poète italien Girolamo Fracastoro.  
La bactérie responsable du mal, Treponema pallidum, a été identifiée pour la première fois par Fritz Schaudinn et Erich Hoffmann en 1905. Le premier traitement efficace, Salvarsan, a été développé en 1910 par Sahachirō Hata dans le laboratoire de Paul Ehrlich. La pénicilline a été employée en traitement à partir de 1943. 
De nombreuses figures historiques bien connues ont souffert de la maladie, dont Scott Joplin, Franz Schubert, Al Capone et Édouard Manet.

## Origine
L'histoire de la syphilis a été bien étudiée, mais l'origine exacte de la maladie reste inconnue. Il y a deux grandes familles d'hypothèses : pour l'une, la syphilis a été transportée en Europe depuis les Amériques par le(s) équipage(s) de Christophe Colomb à la suite de l'échange colombien, pour l'autre, la syphilis existait auparavant en Europe mais sans être identifiée comme telle. Ce sont les hypothèses « colombiennes » et « précolombiennes ». 
La syphilis est la première « nouvelle maladie » apparue après l'invention de l'imprimerie. La nouvelle de cette apparition s'est répandue rapidement et largement, et la documentation disponible est abondante. C'est également la première maladie à être identifiée comme une maladie sexuellement transmissible, et elle a été considérée comme révélatrice de la triste moralité des populations où elle est apparue ; son origine géographique et sa signification morale ont été débattues comme cela n'avait jamais été le cas pour aucune autre maladie, et tous les pays européens s'en sont mutuellement attribué la faute. 
Dans les années 2000, elle commence à être utilisée dans les discours et études décoloniales comme argument négatif. L'arrivée des Européens dans le Nouveau Monde a en effet introduit dans les Amériques des maladies mortelles, comme la variole. Selon la biologiste Marlene Zuk, « les discussions sur l'origine de la syphilis ont toujours tourné autour d'une accusation implicite : si ce sont les Européens qui l'ont amenée dans le Nouveau Monde, la maladie est alors un symbole de plus de l'impérialisme occidental déchaîné, une rancune de plus à tenir contre le colonialisme ». 

### Hypothèse colombienne
Cette théorie commune soutient que la syphilis était une maladie du Nouveau Monde rapportée involontairement par Christophe Colomb, Martín Alonso Pinzón et / ou d'autres membres de leurs équipages dans le cadre de l'échange colombien. Le premier voyage de Colomb vers les Amériques, en 1492, a en effet eu lieu trois ans avant le déclenchement de l'épidémie de syphilis à Naples, en 1495. 
On a retrouvé en République dominicaine 538 restes squelettiques montrant que 6 à 14 % de la population présentait des signes caractéristiques de la maladie tréponémique, que Rothschild et ses collègues, en 2000, ont identifiée comme étant la syphilis. Le dieu aztèque Nanahuatzin est souvent décrit comme souffrant de syphilis.  
L'annuaire 2011 de l'anthropologie physique a publié une revue des études précédentes, et en a conclu que les « données squelettiques corroborent l'hypothèse que la syphilis n'existait pas en Europe avant que Colomb ne prenne la mer »,.

### Hypothèse précolombienne
La théorie précolombienne veut que la syphilis était présente en Europe avant l'arrivée des Européens dans les Amériques. 
Certains érudits des XVIIIe et XIXe siècles pensaient que les symptômes de la syphilis sous sa forme tertiaire  étaient décrits par Hippocrate en Grèce classique .  
Douglas W. Owsley, anthropologue physique à la Smithsonian Institution, et d'autres partisans de cette idée, considèrent que de nombreux cas de lèpre en Europe médiévale, familièrement appelés lepra, étaient en fait des cas de syphilis. Cependant, ces thèses n'ont pas été soumises à un examen par les pairs, et les preuves qui ont été mises à la disposition d'autres scientifiques sont faibles. Bien que la tradition populaire considère que la syphilis était inconnue en Europe jusqu'au retour des marins malades des voyages colombiens, Owsley dit que « on ne peut probablement pas   « imputer » la syphilis - comme on le fait souvent - à une zone géographique ou un groupement humain particulier ». Les preuves suggèrent que la maladie existait dans les deux hémisphères depuis la préhistoire. Ce n'est que par coïncidence avec les expéditions de Columbus que la syphilis précédemment considérée comme « lepra » a changé de virulence à la fin du XVe siècle. Pour Lobdell et Owsley, un écrivain européen qui a décrit une flambée de « lepra » en 1303 « décrivait clairement la syphilis ».  
En 2015, des chercheurs ont découvert en Autriche des squelettes du XIVe siècle qui, selon eux, montrent des signes de syphilis congénitale, qui est transmise de la mère à l'enfant plutôt que sexuellement. Des squelettes antérieurs aux expéditions colombiennes ont été également trouvés à Pompéi et Metaponto en Italie, qui présentaient des lésions similaires à ceux causés par la syphilis congénitale,,. Un squelette découvert dans une tombe antique dans la région historique de la Dalmatie (actuelle Croatie) présentait également des signes d'une infection syphilitique.

### Hypothèse mixte
L'historien Alfred Crosby a suggéré en 2003, dans une « hypothèse mixte », que les deux théories pourraient être partiellement correctes. Malgré la tradition d'attribution de la patrie du pian à l'Afrique subsaharienne, Crosby note qu'il n'y a aucune preuve sans équivoque d'une maladie apparentée ayant été présente en Europe, en Afrique ou en Asie précolombienne. 
Crosby souligne que la bactérie qui cause la syphilis appartient à la même famille phylogénétique que les bactéries qui causent le pian et plusieurs autres maladies. Pour Crosby, « Il n'est pas impossible que les organismes responsables de la tréponématose soient arrivés d'Amérique dans les années 1490 ... et aient évolué en syphilis et pian vénériens et non vénériens. » 
Cependant, Crosby considère qu'il est plus probable qu'une espèce ancestrale hautement contagieuse de la bactérie se soit déplacée il y a plusieurs milliers d'années avec les premiers ancêtres humains à travers le pont terrestre du détroit de Béring, sans disparaître dans la population d'origine. Il émet l'hypothèse que « les différentes conditions écologiques ont produit différents types de tréponématose et, avec le temps, des maladies étroitement liées mais différentes ».  Une version plus récente et modifiée de la théorie colombienne, qui correspond mieux aux preuves squelettiques du Nouveau Monde, et « a également absous le Nouveau Monde d'être le berceau de la syphilis », serait alors qu'une forme non vénérienne de tréponématose sans les lésions communes aux syphilis congénitales, aurait été ramenée en Europe par Colomb et son équipage. Les Européens auraient pu transporter chez eux les bactéries tropicales non vénériennes en Europe, où les organismes pourraient avoir muté sous une forme plus mortelle du fait des conditions différentes et de la faible immunité de la population européenne. À son arrivée dans l'Ancien Monde, la bactérie, qui ressemblait au pian moderne, a été soumise à de nouvelles pressions de sélection, conduisant finalement à la naissance de la sous-espèce de syphilis sexuellement transmissible. 
Cette hypothèse est confortée par des études génétiques sur la syphilis vénérienne et les bactéries apparentées, qui ont trouvé une maladie intermédiaire entre le pian et la syphilis en Guyane, en Amérique du Sud,. Cependant, l'étude a été critiquée en partie parce que certaines de ses conclusions étaient basées sur un petit nombre de différences de séquence entre les souches de Guyane et d'autres tréponèmes dont les séquences ont été examinées.

## Épidémie européenne

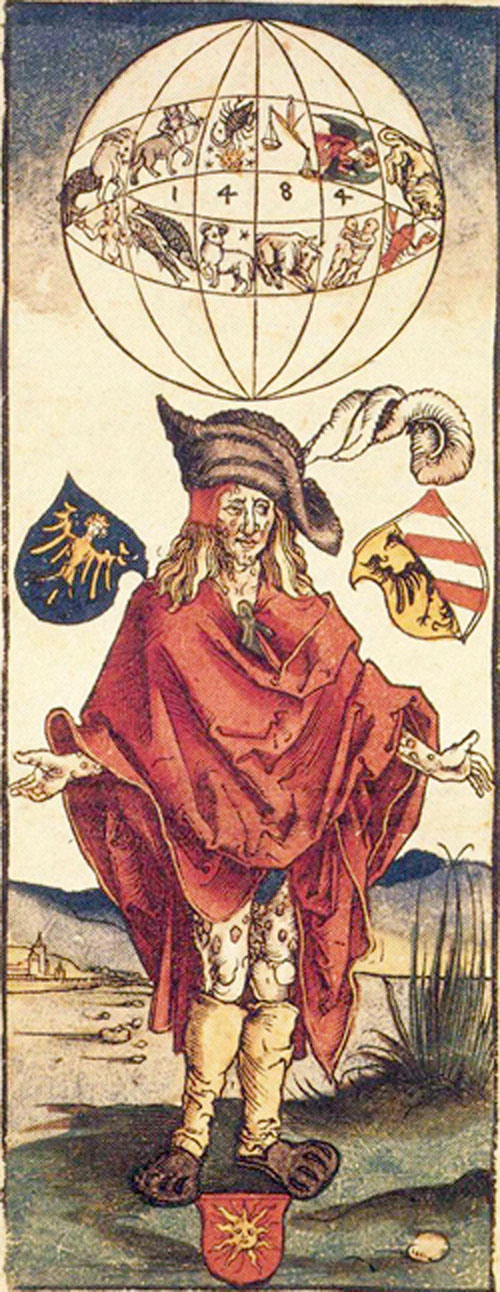
Une illustration médicale attribuée à Albrecht Dürer (1496) représentant une personne atteinte de syphilis. Ici, la maladie aurait des causes astrologiques.

La syphilis a été un tueur majeur en Europe à la Renaissance. Dans son Serpentine Malady (Séville, 1539), Ruy Díaz de Isla a estimé que plus d'un million de personnes étaient contaminées en Europe. Il a également émis l'hypothèse que la maladie était auparavant inconnue et provenait de l'île d'Hispaniola ( République dominicaine moderne et Haïti ). 
La première épidémie européenne de ce qui est maintenant connu sous le nom de syphilis, bien documentée, s'est produite en 1495 parmi les troupes françaises assiégeant Naples, en Italie. La syphilis peut avoir été transmise aux Français par des mercenaires espagnols au service de Charles VIII de France durant ce siège. Après les voyages de Colomb, de nombreux membres d'équipage qui avaient participé à ces voyages ont ensuite rejoint l'armée du roi Charles VIII lors de son invasion de l'Italie en 1495. De là, la maladie a balayé l'Europe, entraînant jusqu'à cinq millions de morts. 
La maladie était alors beaucoup plus mortelle qu'aujourd'hui. L'épidémiologie de cette première épidémie de syphilis montre que la maladie était soit nouvelle, soit une forme mutée d'une maladie antérieure. Comme le décrit Jared Diamond, « la syphilis a été définitivement enregistrée pour la première fois en Europe en 1495, ses pustules recouvraient souvent le corps de la tête aux genoux, faisaient tomber la chair du visage des gens et entraînaient la mort en quelques mois. »   

## Désignations historiques
Le nom de « syphilis » a été inventé par le médecin italien  et poète Girolamo Fracastoro dans sa célèbre pastorale écrite en latin, intitulée Syphilis sive morbus gallicus (« Syphilis, ou le mal français) en 1530,. Le protagoniste du poème est un berger nommé Syphilus (peut-être une variante orthographique de Sipyle, un personnage dans les Métamorphoses d'Ovide). Syphilus y est présenté comme le premier homme à contracter la maladie, envoyée par le dieu Apollon en punition de la méfiance que Syphilus et ses compagnons avaient montrée envers lui.  De ce personnage, Fracastoro a dérivé un nouveau nom pour la maladie, qu'il a également utilisé dans son texte médical De Contagione et Contagiosis Morbis (1546) ("Sur la contagion et les maladies contagieuses"). 
Jusque-là, comme le note Fracastoro, la syphilis était appelée « mal français » (mal francese) en Italie, à Malte, en Pologne et en Allemagne, et « mal italien » en France. Par ailleurs, les Néerlandais l'appelaient le « mal espagnol », les Russes le « mal polonais », et les Turcs le « mal chrétien » ou le « mal franc » ( frengi ). Au-delà des tensions politiques de l'époque, ces attributions peuvent également refléter des voies possibles de propagation, du moins telles qu'elles ont été perçues par les populations.   
Durant le XVIe siècle, la syphilis a été appelée la « grande vérole », afin de la distinguer de la variole. À ses débuts, la grande vérole produit une éruption cutanée rappelant la variole. Cependant, cette désignation est trompeuse, car la variole est une maladie beaucoup plus mortelle. Elle a été également appelée Lues venerea en latin (« peste vénérienne ») et « maladie de Cupidon ».

## Traitements historiques

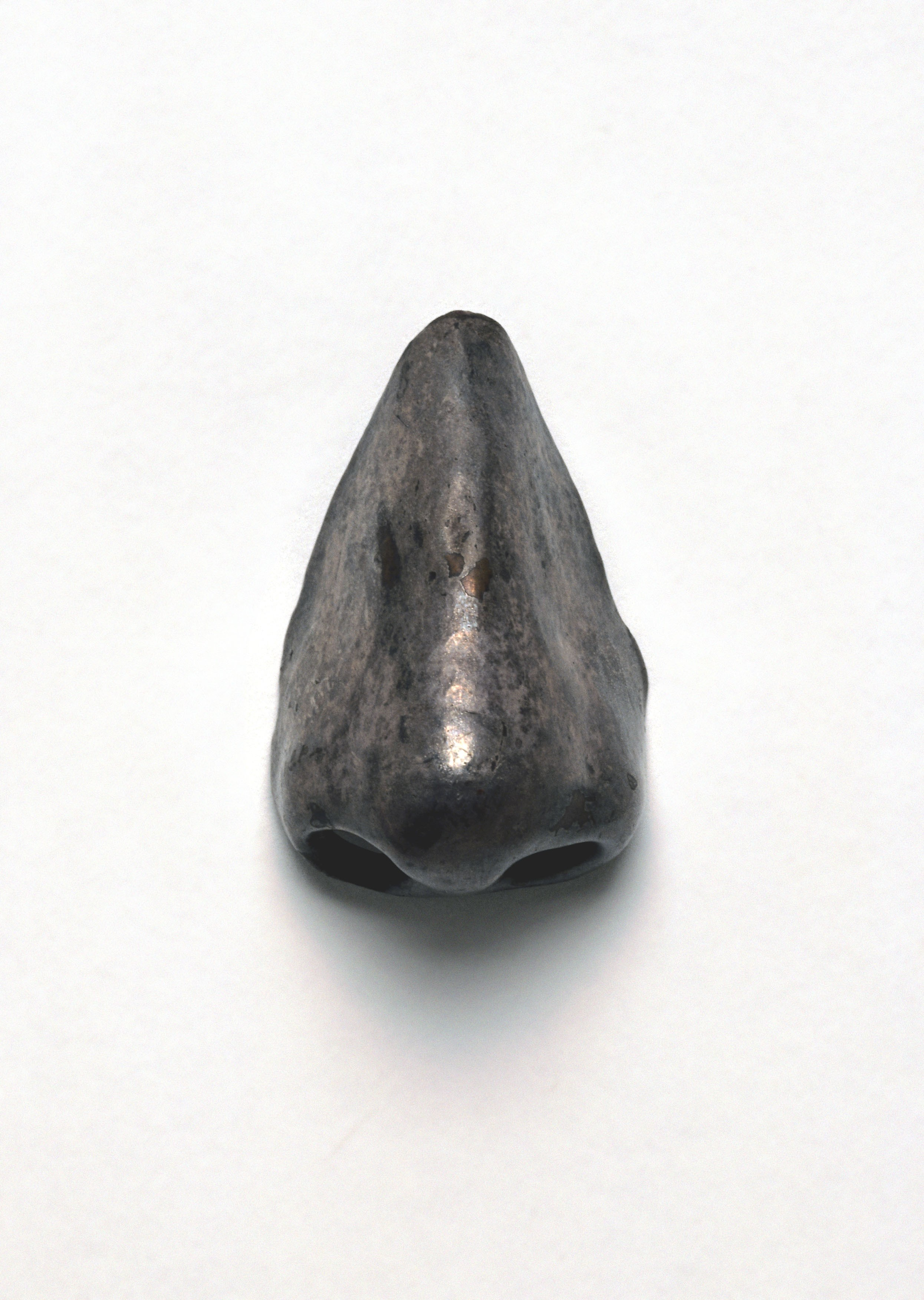
Un nez artificiel du XVIIe -XVIIIe siècle. Ces substituts cosmétiques ont parfois été utilisés en raison des effets de la maladie.

Il n'existait à l'origine aucun traitement efficace contre la syphilis. Aux débuts de cette maladie en Europe, un certain nombre de remèdes, et de nombreux traitements inefficaces et dangereux ont été essayés. Le but du traitement était d'expulser la substance étrangère pathogène du corps, de sorte que les méthodes comprenaient la saignée, l'utilisation de laxatifs et les bains dans le vin et les herbes ou l'huile d'olive.

### Mercure
Le mercure a longtemps été un traitement courant pour la syphilis, et certains font remonter son utilisation au Canon de la Médecine (1025) du médecin persan Ibn Sina (Avicenne). Paracelse a été l'un des premiers partisans du traitement au mercure, car il est employé avec des effets positifs dans le traitement arabe de la lèpre, qui était considérée comme une maladie liée à la syphilis. Giorgio Sommariva, de Vérone, aurait utilisé du mercure pour traiter la syphilis en 1496 et est souvent présenté comme le premier médecin à l'avoir fait, bien qu'il n’ait peut-être même pas été médecin. Au cours du XVIe siècle, le mercure a été administré aux patients syphilitiques de diverses manières, notamment en le frottant sur la peau, en appliquant un emplâtre, et par voie orale. Une méthode d'administration du mercure par « fumigation » a même été utilisée, où les patients étaient exposés à des vapeurs de mercure jeté sur du feu, soit en étant assis sur un siège sans fond au-dessus des charbons ardents, soit en ayant leur corps entier, sauf la tête, enfermé dans une boîte (appelée « tabernacle ») qui se remplissait de cette vapeur.  Le traitement au mercure avait pour objectif de faire saliver le patient, ce qui était censé expulser la maladie. Le traitement avait de nombreux effets secondaires désagréables comme des ulcères aux gencives et des dents déchaussées.  On a continué pendant des siècles à utiliser le mercure pour le traitement de la syphilis ; un article de 1869 du Dr Thomas James Walker discute encore de l'administration  à cette fin de mercure par injection. 

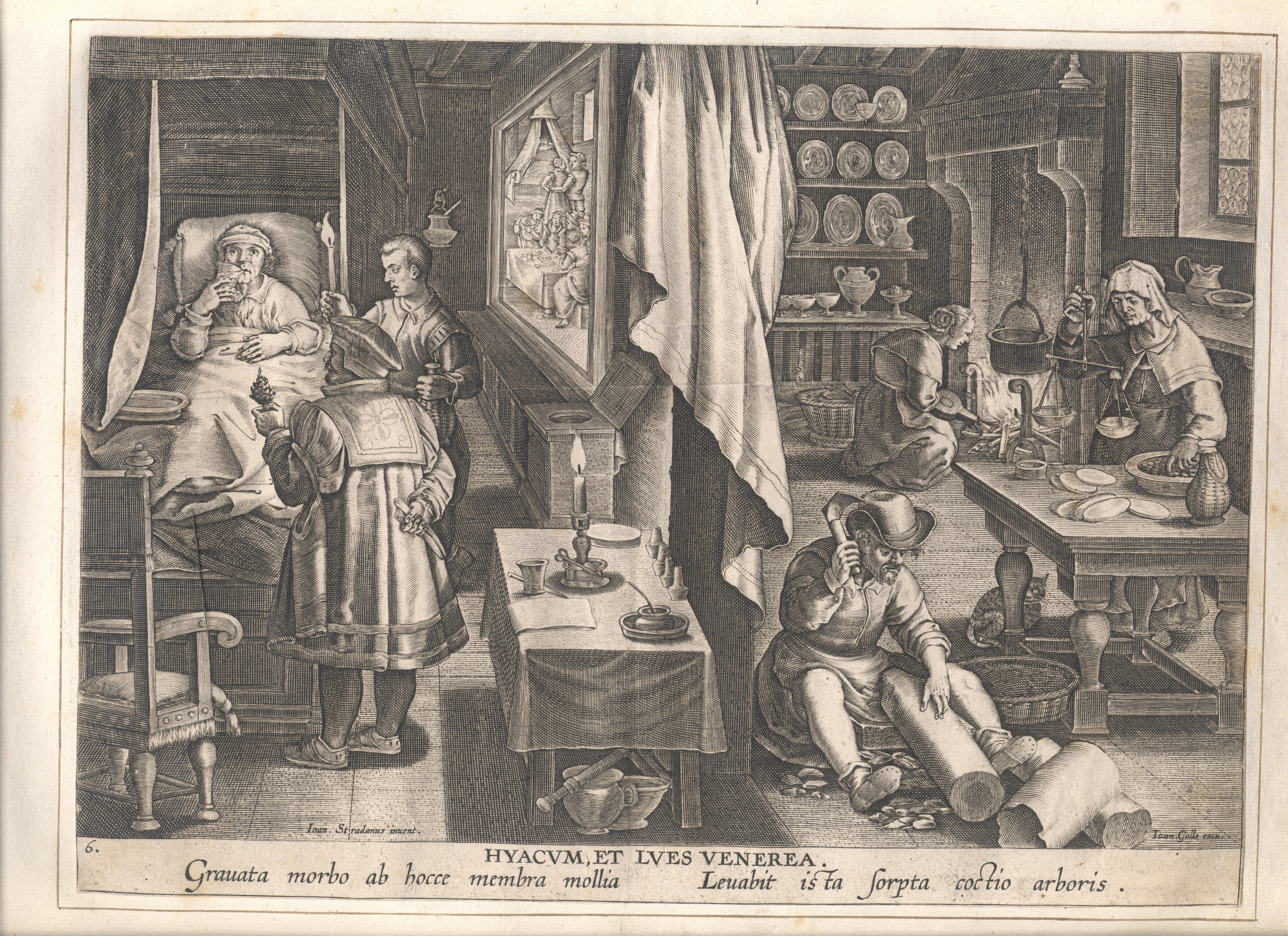
La découverte du gaïacum comme remède contre la syphilis, d'après Stradanus, 1590

### Guaïacum
Le guaiacum a été un traitement populaire au XVIe siècle, et a été fortement recommandé par Ulrich von Hutten parmi d'autres. Parce que le guaïacum venait d'Hispaniola, où Christophe Colomb avait touché terre, les partisans de la théorie colombienne soutenaient que Dieu avait placé un remède à l'endroit même d'où la maladie était originaire. En 1525, le prêtre espagnol Francisco Delicado, qui souffrait lui-même de syphilis, écrivit El modo de adoperare el legno de India occidentale ( Comment utiliser le bois des Antilles ) sur l'utilisation du guaïacum pour le traitement de la syphilis. Bien que le guaiacum n'ait pas eu les effets secondaires désagréables du mercure, il n'était pas particulièrement efficace, du moins pas au-delà du court terme, et le mercure était jugé plus efficace.  Certains médecins ont continué à utiliser du mercure et du guaïacum sur les patients. 
Après 1522, on voit ainsi le Blatterhaus - un hôpital municipal d'Augsbourg pour les pauvres syphilitiques - administrer le guaïacum (sous forme de boisson chaude, suivie d'une cure de sudation) comme premier traitement, et utiliser le mercure comme traitement de dernier recours.  Un autre traitement du XVIe siècle préconisé par le médecin italien Antonio Musa Brassavola était l'administration orale d'une forme de salsepareille ( Smilax ),.

### Viola
Au XVIIe siècle, le médecin et herboriste anglais Nicholas Culpeper recommande l'utilisation de Viola tricolor. 

### Traitements chirurgicaux
Avant que des traitements efficaces ne soient disponibles, la syphilis pouvait parfois à long terme être défigurante, entraînant des défauts du visage et du nez (« effondrement nasal »). La syphilis était une maladie stigmatisée en raison de sa nature sexuellement transmissible. De tels défauts désignaient la victime comme un symbole de déviance sexuelle et en faisaient un paria social. Des nez artificiels ont parfois été utilisés pour améliorer cette apparence. Le travail de pionnier du chirurgien facial Gasparo Tagliacozzi, au XVIe siècle, a ainsi été l'une des premières tentatives de reconstruction chirurgicale de défauts du nez. Avant l'invention du lambeau libre, seuls les tissus locaux adjacents au défaut pouvaient être utilisés dans la reconstruction, car l'approvisionnement en sang était vital pour la survie du greffon. La technique de Tagliacozzi consistait dans une première opération à greffer des tissus du bras à l'emplacement du nez, sans  les séparer du bras pour maintenir l'irrigation sanguine. Le patient devrait rester avec son bras attaché à son visage jusqu'à ce que de nouveaux vaisseaux sanguins se développent au site receveur, et le greffon pourrait enfin être séparé du bras lors d'une deuxième opération.  

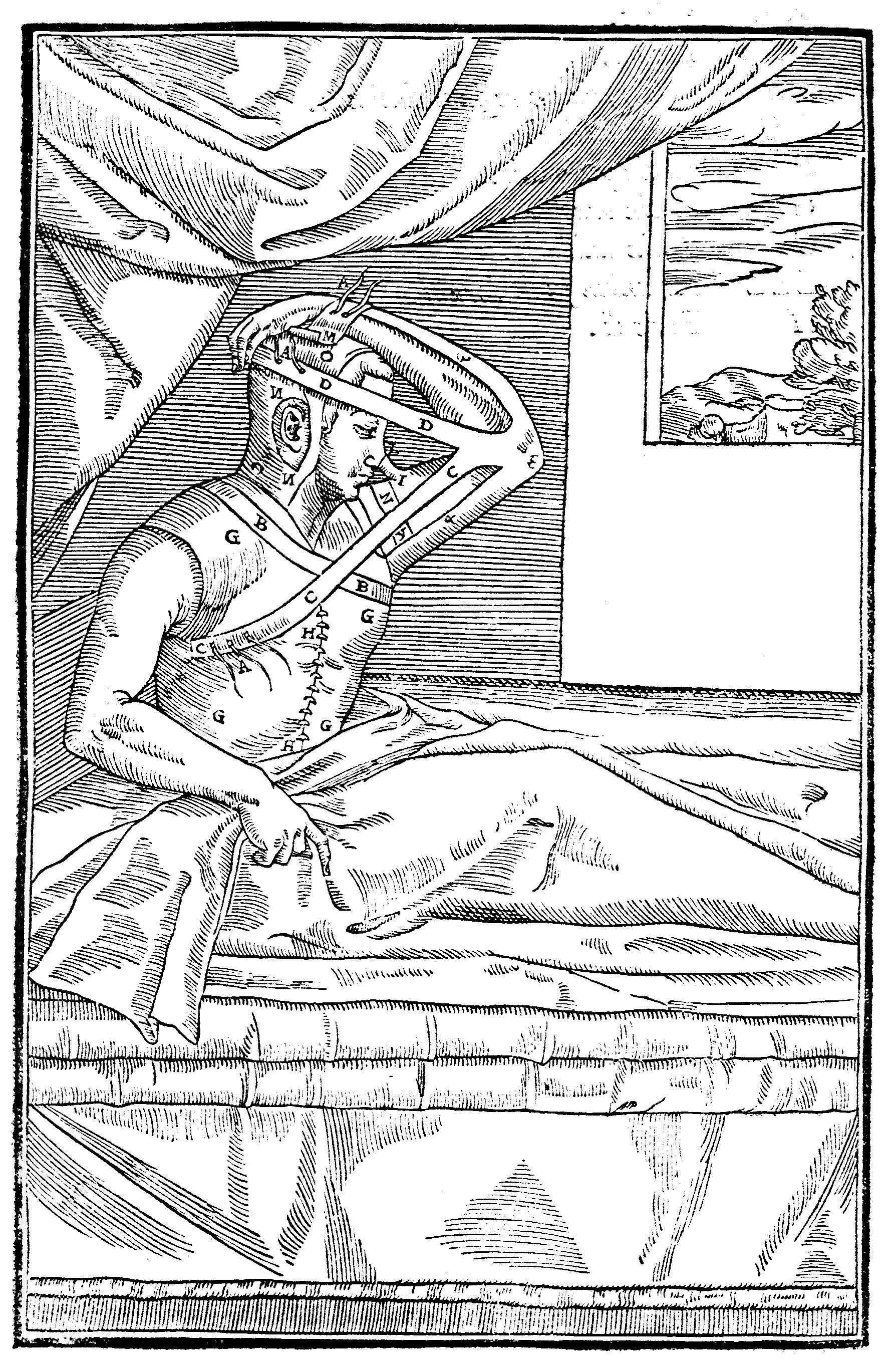
Une technique primitive de greffe de tissu pour corriger chirurgicalement un défaut de nez.

Au fur et à mesure que la maladie était mieux comprise, des traitements plus efficaces ont été trouvés. Le médicament organo-arsenical Salvarsan, un antimicrobien développé en 1908 par Sahachiro Hata dans le laboratoire du lauréat du prix Nobel Paul Ehrlich, a été utilisé pour traiter la maladie. Cette même équipe a découvert plus tard le Néosalvarsan, similaire mais moins toxique. 

### Paludisme
Il arrivait parfois que des patients contractant de fortes fièvres se retrouvaient guéris de leur syphilis. Ainsi, pendant une brève période, le paludisme a été utilisé comme traitement de la syphilis tertiaire, car il produisait des fièvres prolongées et élevées. C'était considéré comme un risque acceptable, car le paludisme pourrait plus tard être traité avec de la quinine, qui était déjà connue. Ce traitement de la syphilis était généralement réservé aux maladies en stade final, en particulier la neurosyphilis, puis était suivi par l'administration de Salvarsan ou de Neosalvarsan comme traitement adjuvant. Cette thérapie a été proposée par Julius Wagner-Jauregg, qui a remporté le prix Nobel de médecine en 1927 pour sa découverte de la valeur thérapeutique de l'inoculation du paludisme dans le traitement de la neurosyphilis. Plus tard, des armoires hyperthermiques (boîtes à sueur) ont été utilisées dans le même but. 

### Pénicilline
Ces traitements ont finalement été rendus obsolètes par la découverte de la pénicilline, et sa fabrication généralisée après la Seconde Guerre mondiale a permis à la syphilis d'être guérie de manière efficace et fiable.

## Histoire du diagnostic
En 1905, Schaudinn et Hoffmann découvrent le Treponema pallidum dans les tissus de patients atteints de syphilis. Un an plus tard, le premier test efficace pour la syphilis, le test de Wassermann, a pu être mis au point. Bien qu'il donnât souvent des faux positifs, il s'agissait d'une avancée majeure dans la détection et la prévention de la syphilis. En autorisant une détection avant que les symptômes aigus de la maladie ne se manifestassent, ce test permettait de prévenir la transmission de la syphilis à des tiers, même si l'on n'avait pas de remède pour les personnes infectées. 
En 1913, Hideyo Noguchi, un scientifique japonais travaillant à l'Université Rockefeller, démontra la présence du spirochète Treponema pallidum dans le cerveau d'un patient atteint de paralysie progressive, associant Treponema pallidum à la neurosyphilis.  Felix Milgrom a développé un test pour la syphilis. 
Dans les années 1930, le test de Hinton, mis au point par William Augustus Hinton, et basé sur la floculation, a permis d'avoir moins de faux positifs que le test de Wassermann. 
Ces deux premiers tests ont été remplacés par de nouvelles méthodes analytiques.   

## Dans les arts et la littérature

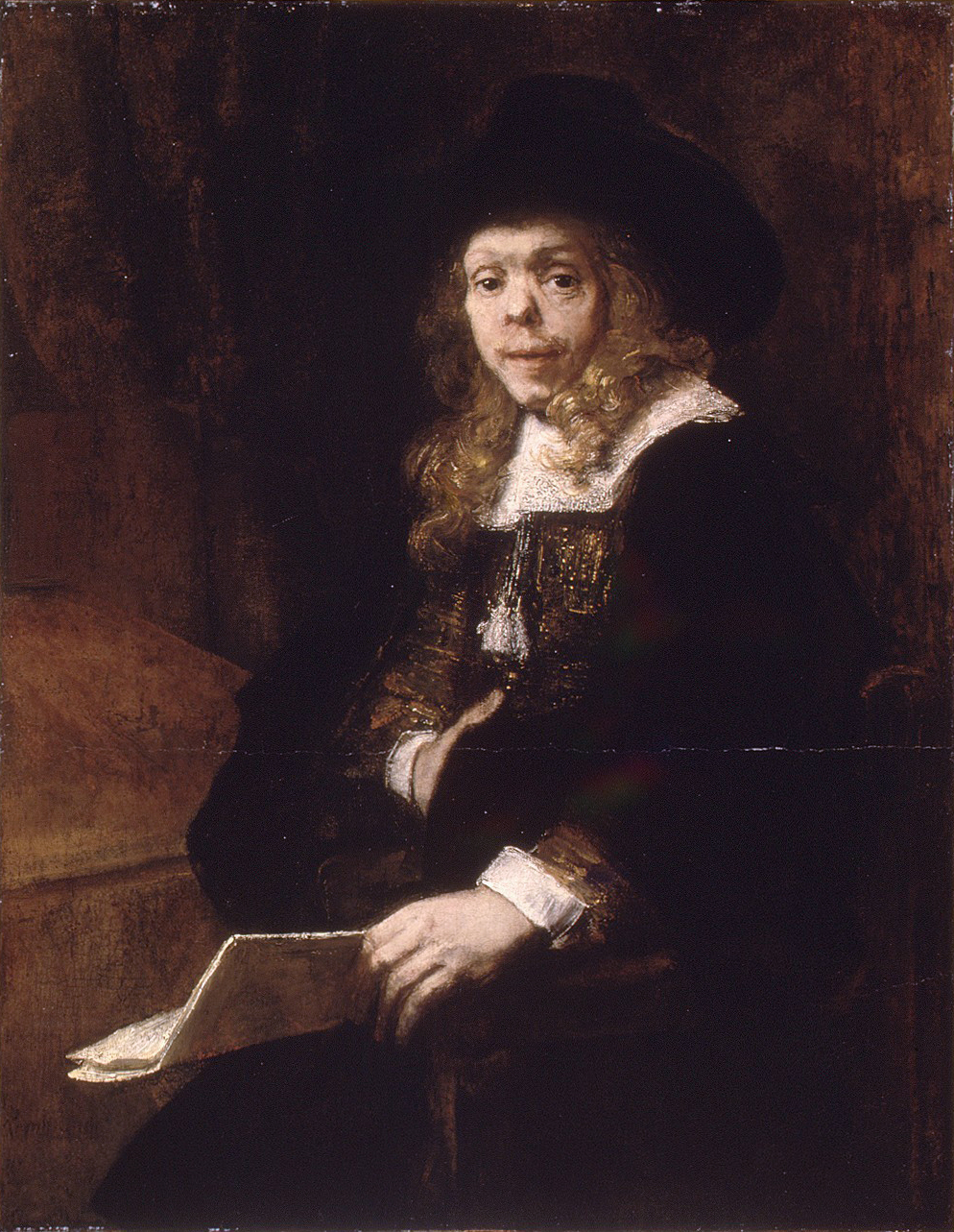
Portrait de Gerard de Lairesse par Rembrandt van Rijn, ca. 1665–67, huile sur toile. De Lairesse, lui-même peintre et théoricien de l'art, souffrait de syphilis congénitale qui a gravement déformé son visage et l'a finalement aveuglé.

La première représentation connue d'un individu atteint de syphilis est l'homme syphilitique d'Albrecht Dürer, une gravure sur bois qui représenterait un Landsknecht, un mercenaire du nord de l'Europe. Le mythe de la femme fatale ou « poison woman » du XIXe siècle serait en partie dérivé de la dévastation de la syphilis, avec des exemples classiques dans la littérature, dont La Belle Dame sans Merci de John Keats, . 
Le poète Sebastian Brandt en 1496 a écrit un poème intitulé De pestilentiali Scorra sive mala de Franzos qui explique la propagation de la maladie à travers le continent européen. Brandt est également l’auteur de créations artistiques montrant des vues religieuses et politiques de la syphilis, en particulier dans un travail montrant Sainte Marie et Jésus jetant des éclairs pour punir ou guérir ceux qui souffrent de syphilis. Il a également ajouté le roi Maximilien Ier dans l'œuvre (récompensé par Marie et Jésus pour son travail contre la maladie immorale) pour montrer la forte relation entre l'église et l'État au cours des XVIe et XVIIe siècles. 
L'artiste flamand Stradanus a conçu une copie d'un homme riche recevant un traitement pour la syphilis avec le gaïacum en bois tropical vers 1580 . Le titre de l'ouvrage est "Préparation et utilisation de Guayaco pour le traitement de la syphilis". Le fait que l'artiste ait choisi d'inclure cette image dans une série d'œuvres célébrant le Nouveau Monde indique à quel point un traitement, si inefficace soit-il, pour la syphilis était important pour l'élite européenne à cette époque. L'ouvrage richement coloré et détaillé représente quatre serviteurs préparant la concoction pendant qu'un médecin regarde, cachant quelque chose derrière son dos pendant que le malheureux patient boit. 
Une autre représentation artistique du traitement de la syphilis est attribuée à Jacques Laniet au XVIIe siècle alors qu'il illustrait un homme utilisant le poêle à fumigation, une autre méthode populaire de traitement de la syphilis, avec un baril à proximité gravé avec le dicton "Pour un plaisir, mille douleurs". Les remèdes pour guérir la syphilis ont été fréquemment illustrés pour dissuader ceux-ci d'actes qui pourraient conduire à la contraction de la syphilis parce que les méthodes de traitement étaient normalement douloureuses et inefficaces. 

## Éradication
En 2015, Cuba est devenu le premier pays au monde à recevoir la validation de l'OMS pour l’éradication de la transmission mère-enfant de la syphilis. 

## Voir également
- HIV
- Blennorragie